# Villa Zina
La Villa Zina (anciennement Villa Montgomery), est une villa historique située à Vevey, dans le canton de Vaud, en Suisse. Construite entre 1877 et 1878, elle est inscrite en 1995 comme bien culturel d'importance régionale (classe 2) dans l'Inventaire suisse des biens culturels d'importance nationale et régionale.
Résidence privée à l'origine, elle a ensuite servi de centre administratif pour l'Hôpital Riviera-Chablais (HRC) avant d’être vendue en 2020. Elle est actuellement utilisée par la Fondation Enfance Emma Couvreu.

## Histoire
La Villa Zina a été construite entre 1877 et 1878 selon les plans des architectes Charles Nicati et Ernest Burnat pour Auguste Mayor, un homme d'affaires suisse. Elle a ensuite servi de résidence printanière à la princesse russe Vera Lobanoff (née princesse Dolgorouky), surnommée « la Princesse aux bijoux », jusqu'à sa mort en 1914. En 1924, un petit incendie s’est déclaré dans les dépendances de la villa, mais les dégâts sont restés limités.
Depuis 1963, la villa appartenait à la Fondation des hôpitaux de la Riviera, qui l’utilisait pour abriter des services administratifs de l'Hôpital Riviera-Chablais (HRC), y compris la direction de l’hôpital. Sa proximité avec l’hôpital Samaritain à Vevey — aujourd’hui fermé — en faisait une annexe pratique pour les opérations hospitalières durant cette période.
En 2020, dans le cadre de la consolidation des services du HRC vers le nouveau Centre hospitalier de Rennaz, la Fondation des hôpitaux de la Riviera, alors en liquidation, a vendu la Villa Zina. Depuis cette vente, la villa est utilisée par la Fondation Enfance Emma Couvreu (anciennement Fondation Les Airelles).